# 大旺根
大旺根是瑞士的城鎮，位於該國中部，由琉森州負責管轄，面積19.71平方公里，八成土地是農業用地，海拔高度585米，2011年人口3,028，人口密度每平方公里154人。